# Таланджа
Таланджа — посёлок при одноимённой станции в Верхнебуреинском районе Хабаровского края. Входит в состав Тырминского городского поселения.

## Население
| 1992 | 2002 | 2010 | 2011 | 2012 | 2021 |
| ---- | ---- | ---- | ---- | ---- | ---- |
| 133  | ↘90  | ↘84  | →84  | →84  | ↘46  |